# 체텐 돌마
체텐 돌마(중국어 간체자: 才旦卓玛, 정체자: 才旦卓瑪, 병음: Cáidàn Zhuōmǎ, 티베트어: ཚེ་བརྟན་སྒྲོལ་མ།, 1937년 8월 1일 ~ )는 중화인민공화국의 티베트족 출신 가수이다.
어린 시절부터 티베트 전통 음악에 심취했으며 1956년에는 라싸에서 연극 배우로 데뷔했다. 1958년부터 1964년까지 상하이 음악 학교 성악과에 재학했고 1964년에는 음악 서사시 《동방홍》(東方紅)에 출연했다. 1960년대에는 중국 음악가 협회 회장 등을 역임했다.